# Mamurra
Mamurra (en llatí Mamurra) era un cavaller romà nascut a Formiae, comandant d'enginyers (praefectus fabrum) a l'exèrcit de Juli Cèsar a la Gàl·lia.
Mercès a les liberalitats de Cèsar va amassar una gran fortuna i segons Plini el Vell va ser la primera persona de Roma que va recobrir totes les parets exteriors de casa seva amb marbre i també el primer que va tenir a casa columnes de marbre massís.
Catul, en un dels seus poemes, ataca durament a Cèsar i a Mamurra, acusant-los de tota mena de delictes, però el dictador, en lloc de prendre represàlies, va convidar al poeta a sopar. Catul, encara, va atacar les relacions de Cèsar i Mamurra en un altre poema, i en un tercer al·ludeix a Mamurra amb el nom de decoctor Formianus (maversador Formià). Encara vivia en temps d'Horaci que anomena a Formiae com Mamurrarum urbs en to de burla, del que es dedueix que el seu nom s'havia convertit en una paraula de menyspreu.